# Adam-12

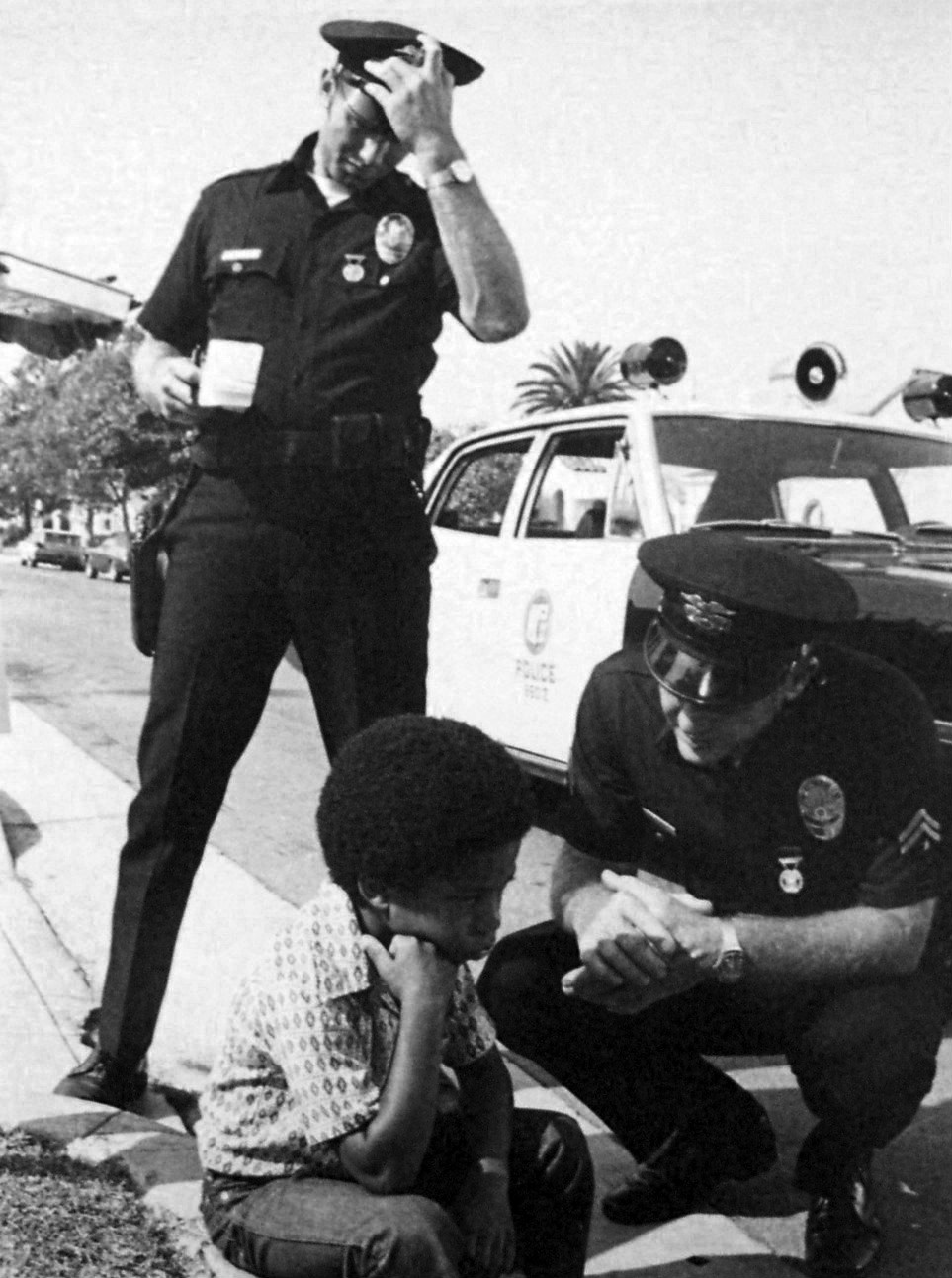
Foto von Kent McCord (Reed) und Martin Milner (Malloy) mit Edward Crawford aus der Fernsehsendung Adam-12

Adam-12- ist eine  US-amerikanische Fernsehserie über eine Streifenwagenbesatzung des Los Angeles Police Departments (LAPD). Sie wurde von 1968 bis 1975 in 174 Episoden in sieben Staffeln von Jack Webb als Spin-off seiner Serie Polizeibericht (Dragnet, Deutsch: Schleppnetz) produziert. Wie in Polizeibericht orientierten sich die einzelnen Episoden an realen Polizeifällen, wobei die Namen der Beteiligten verändert wurden. Der Serientitel leitet sich vom Funkrufnamen des Streifenwagens ab. Die Serie war eine der einflussreichsten amerikanischen Polizeiserien sowie ein Werbeträger für das LAPD, das die Produktion auch logistisch unterstützte. Die Serie lief nicht bei westdeutschen Fernsehanstalten, die Neuverfilmung The New Adam 12 wurde ab 1991 auf RTLplus als Einsatz in L.A. ausgestrahlt.

## Handlung
Die Streifenwagenbesatzung 1-Adam-12 besteht aus dem erfahrenen Polizeibeamten Malloy und dem 23-jährigen Polizeischüler Reed. Sie versehen ihren Dienst in der LAPD Rampart Division, zu der unter anderem auch Downtown Los Angeles gehört.  Ihr Streifenwagen, „the black and white“, wie ihn Malloy schlicht nennt, ist ein Plymouth Belvedere und Teil ihres Teams. Im Laufe der Zeit bildet Malloy Reed zum vollwertigen Beamten aus, während Malloy zum Sergeant befördert wird. Während sie anfangs noch innerhalb von Rampart Dienst versehen, werden sie später mit ihrem Wagen auch in anderen Bezirken von Los Angeles wie dem Hafenbereich oder dem Flughafen eingesetzt.

## Produktionsnotizen
Mit Adam-12 knüpfte Webb an die zweite Staffel von Polizeibericht an, die 1967 als Dragnet ‘67’ ausgestrahlt wurde. Webbs Absicht war, abseits von Polizeibericht, auch authentisch die Arbeit normaler Streifenpolizisten darzustellen und nicht nur schwere Kriminalfälle, die durch die Detectives des LAPD bearbeitet wurden. Die von der Produktion als Requisite angekauften Pkw wurden vom LAPD als authentisch wirkende Streifenwagen umgebaut. Für Webb war die Serie ein bedeutender kommerzieller Erfolg.
Nach Rushkoff zeichnete sich die Serie durch eine realistische Darstellung gesellschaftlicher Veränderungen in den USA Ende der 1960er/Anfang der 1970er Jahre ab, die vom Fernsehzuschauer durch die Windschutzscheibe von Adam-12 wahrgenommen werden und von denen auch Malloy und Reed betroffen sind:
The world was no longer as simple as the dualistic color scheme of their patrol car, and “to protect and serve” meant to acknowledge and permit a certain amount of bizarre activity in the early seventies Los Angeles.
Rushkoff, S. 48.

## DVD
Von 2005 bis 2012 wurden sämtliche Episoden nach und nach für die Regionalcodes 1 und 4 auf DVD editiert.

## Reboot The New Adam-12
Von 1989 bis 1990 wurde in den USA ein Reboot unter dem Titel The New Adam-12 gedreht, der zwei Staffeln mit 52 Episoden umfasste und in Deutschland unter dem Titel Einsatz in L.A. ab 18. Mai 1991 auf RTL plus und danach auf RTL II und Super RTL ausgestrahlt wurde.